# Peter Wrolich

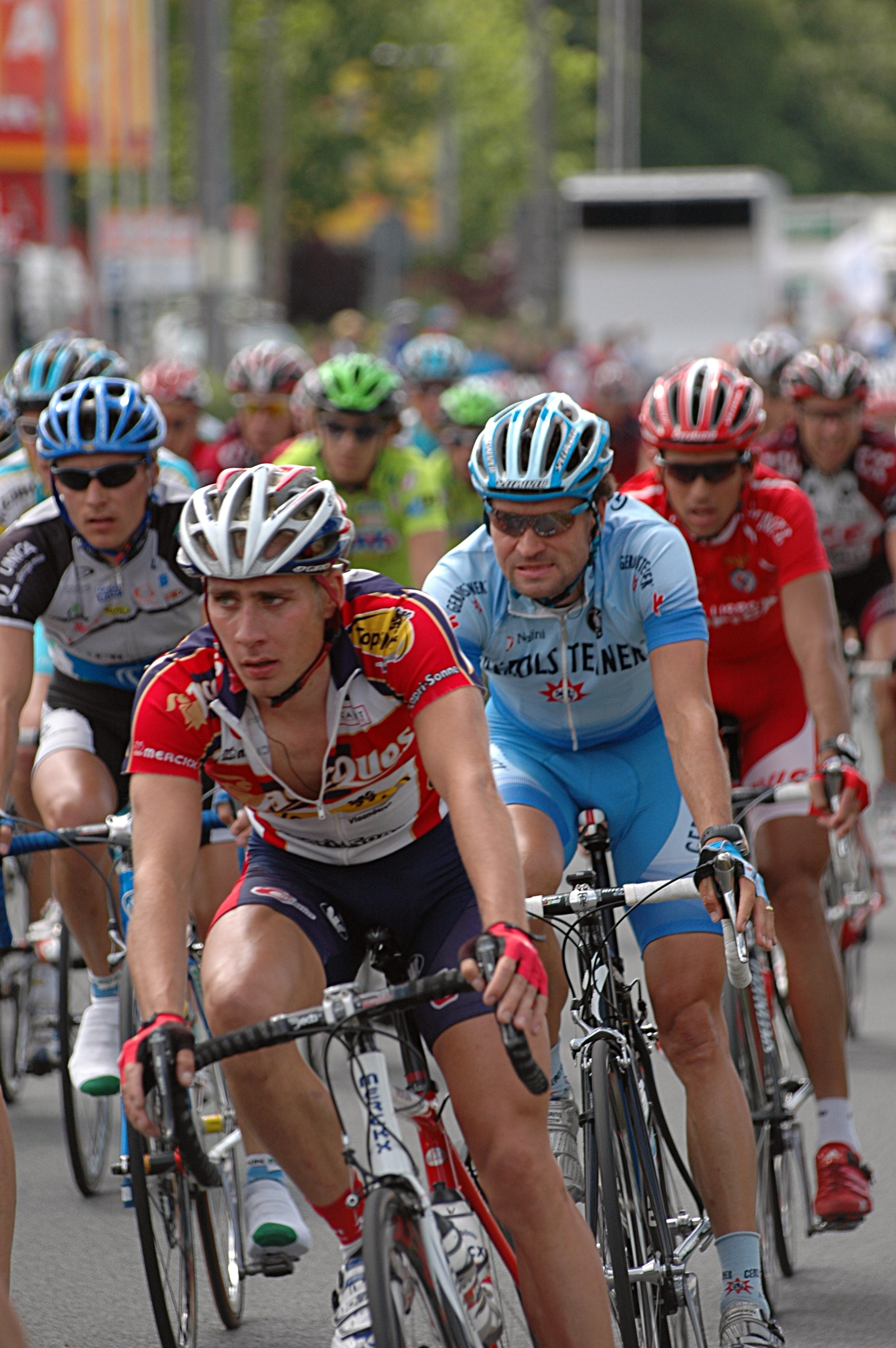
Peter Wrolich (im Gerolsteiner-Trikot) bei der Bayern-Rundfahrt 2007

Peter „Paco“ Wrolich (* 30. Mai 1974 in Klagenfurt) ist ein ehemaliger österreichischer Radrennfahrer.

## Sportliche Karriere
Seit 1988 betrieb Peter Wrolich Radsport und wurde in sämtlichen Nachwuchsklassen österreichischer Meister. Nachdem er 1999 Profi wurde, fuhr er im Team Gerolsteiner. Nach der Auflösung des Team Gerolsteiner fuhr Wrolich in der Saison 2009 für das Team Milram.
2001 gewann Peter Wrolich die australische Herald Sun Tour, 2002 Rund um Köln und 2004 Rund um die Hainleite.
1996 und 2000 startete Wrolich im Straßenrennen bei Olympischen Spielen. Fünfmal startete er bei der Tour de France, kam aber nie unter die ersten Hundert. Bei der Tour de France 2009 musste Wrolich vorzeitig wegen eines Magen-Darm-Virus aufgeben und beendete damit die Rundfahrt vor der 13. Etappe von Vittel nach Colmar. Im November 2010 kündigte er seinen Rücktritt vom Berufsradsport an.

## Privates
Wrolich ist ein Angehöriger der slowenischsprachigen Volksgruppe von Kärnten. Er wuchs in Latschach am Faaker See (Gemeinde Finkenstein am Faaker See) auf und maturierte 1991 am BG/BRG für Slowenen (ZG/ZRG za Slovence v Celovcu) in Klagenfurt. Anschließend war er fünf Jahre lang Mitglied der Heeressport- und Nahkampfschule in Wien.  Wrolich betreibt in Latschach in Kärnten ein eigenes Spezialitätenrestaurant namens Taverna „Paco“. Zudem betreibt er ein Radsport-Camp für Amateure und Hobbyfahrer. (Stand 2013)

## Siege
- 1999: Etappensieger bei der Tour de l’Avenir
- 2000: Etappensieger bei der Uniqa Classic
- 2001: Sieger der Gesamtwertung der Herald Sun Tour
- 2002: Sieger Rund um Köln

Etappensieg bei der Sachsen-Tour
- 2004: Sieger bei Rund um die Hainleite
- 2005: Etappensieg bei der Georgia-Rundfahrt

4. Juli: 2. Platz bei der Tour de France 2005 auf der dritten Etappe (La Châtaigneraie - Tours)
29. Juli: Sieg beim Wiener Rathauskriterium im Sprint vor Alexander Winokurow